# Shen Zhiqiang
Shen Zhiqiang (chinesisch 沈志强 / 沈志强, Pinyin Shěn Zhìqiáng), * März 1965 in Shanghai, ist ein chinesischer Astrophysiker und Kommunalpolitiker der Kommunistischen Partei Chinas.
Seit dem 1. Januar 2018 ist er der Direktor des Astronomischen Observatoriums Shanghai.

## Wissenschaftliche Arbeit
Geboren im März 1965 in Shanghai, studierte Shen Zhiqiang zunächst am Fachbereich Astronomie der Universität Nanjing, wo er 1986 den Titel eines Bakkalaureus (学士) erlangte. Dann wechselte er an die Universität Peking, wo er 1989 in der Fachrichtung Astrophysik des damaligen Fachbereichs Geophysik (地球物理系天体物理专业, seit dem 26. Oktober 2001 „Institut für Geo- und Weltraumwissenschaften“/地球与空间科学学院) seinen Magister machte.
Anschließend kehrte Shen Zhiqiang in seine Heimatstadt zurück und begann am Astronomischen Observatorium Shanghai, einem Institut der Chinesischen Akademie der Wissenschaften, ein postgraduales Studium. Während dieser Zeit arbeitete er auch, mit einer Smithsonian Predoctoral Fellowship,
am Harvard-Smithsonian Center for Astrophysics in Cambridge (Massachusetts). Schon damals wirkte er, nicht zuletzt aufgrund seiner Sprachkenntnisse,
bei internationalen Langbasisinterferometrie-Projekten mit, wegen der englischen Bezeichnung Very Long Baseline Interferometry auch im Chinesischen „VLBI“ abgekürzt. So war er zum Beispiel im November 1992 und im Mai 1993 im Rahmen des Southern Hemisphere VLBI Experiment Programms, kurz SHEVE,
maßgeblich an der Aufnahme von extragalaktischen Radioquellen beteiligt, wo neben vier Radioobservatorien in Australien und einem in Südafrika auch das zum Astronomischen Observatorium Shanghai gehörende 25-m-Teleskop in Sheshan die Beobachtungsdaten lieferte.
Den Doktortitel (理学博士, also Dr. rer. nat.) erlangte Shen Zhiqiang schließlich 1996 am Astronomischen Observatorium Shanghai. Im Juli 1998 ging er dann nach Japan, wo er zuerst am Staatlichen Observatorium, dann bis September 2002 am damaligen Forschungsinstitut für Weltraumwissenschaften des Ministeriums für Bildung, Kultur, Sport, Wissenschaft und Technologie als Ausländischer Gastwissenschaftler tätig war. Anschließend arbeitete Shen Zhiqiang noch ein Jahr als Gastwissenschaftler am Institut für Astronomie und Astrophysik
der Academia Sinica in Taipeh, bis er im September 2003 im Rahmen des Rückholprogramms für im Ausland tätige Genies (引进国外杰出人才, Pinyin Yǐnjìn Guówài Jiéchū Réncái) der festlandschinesischen Akademie der Wissenschaften
nach Shanghai zurückkehrte und am dortigen Observatorium eine Stelle als Wissenschaftsrat (研究员) im Rang eines Professors antrat.

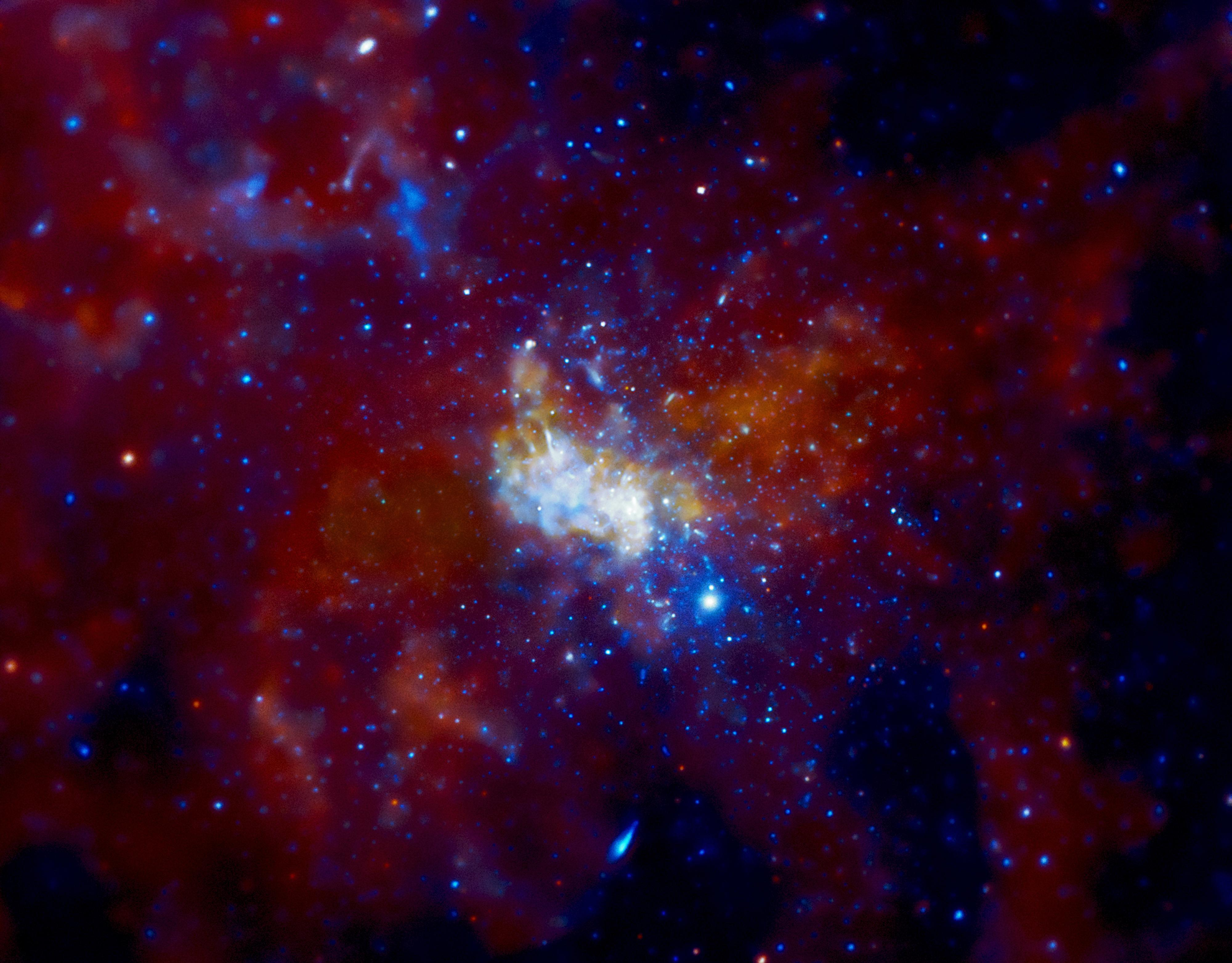
Sagittarius A*

Das Rückholprogramm der Akademie richtete sich nicht an begabte Studenten, die noch ihren Platz finden mussten, sondern an etablierte Wissenschaftler, die nicht nur fachliche Qualifikation, sondern auch die Fähigkeit zur Menschenführung mitbrachten und sofort eine Arbeitsgruppe leiten konnten, mit der sie Forschung auf internationalem Niveau zu betreiben hatten.
Im Falle von Shen Zhiqiang war dies das VLBI-Labor (VLBI研究室, Pinyin VLBI Yánjiūshì) des Observatoriums, dessen Leitung er übernahm.
Schon seit Juni 2003, also als er noch in Taiwan war, hatte sich Shen Zhiqiang mit der Radioquelle Sagittarius A* im Sternbild Schütze befasst.
In Shanghai betrieb er diese Beobachtungen mit großer Intensität weiter und konnte am 3. November 2005 in der britischen Fachzeitschrift Nature starke Hinweise vorlegen, dass es sich bei Sgr A* tatsächlich um ein supermassereiches Schwarzes Loch handelt.
Die detaillierten Untersuchungen dauern bis heute an und werden, wie es bei der Langbasisinterferometrie in der Natur der Sache liegt, von Wissenschaftlern aus aller Herren Länder betrieben.
Der Artikel in der Nature wurde noch in derselben Ausgabe von einem Astronomen der University of Maryland ausführlich kommentiert,
und in China selbst wurde die Meldung von einer Kommission aus über 1900 Gelehrten unter die 10 wichtigsten Nachrichten zur Grundlagenforschung im Jahr 2005 gewählt.
Dies erhöhte nicht nur Shen Zhiqiangs persönlichen Bekanntheitsgrad, sondern auch die Reputation des Astronomischen Observatoriums Shanghai. Im Jahr 2008 genehmigte die Stadtregierung von Shanghai zusammen mit dem Mondprogramm der Volksrepublik China und der Akademie der Wissenschaften die Mittel für den Bau eines 65-m-Radioteleskops in Tianma, unweit des bereits existierenden 25-m-Teleskops in Sheshan. Die wissenschaftliche bzw. administrative Leitung des Projekts hatten Shen Zhiqiang
und Hong Xiaoyu, damals Direktor des Observatoriums Shanghai und bei der Akademie der Wissenschaften für die Erweiterung des  Chinesischen VLBI-Netzwerks (中国VLBI网, Pinyin Zhōngguó VLBI Wǎng) zuständig.
Nachdem das neue Radioteleskop am 28. Oktober 2012 offiziell in Betrieb genommen worden war, leitete Shen Zhiqiang – im Juli 2012 war er zum Stellvertretenden Direktor des Observatoriums ernannt worden – die nun dort arbeitende „Forschungsgruppe Tianma-Teleskop“ (天马望远镜研究团组, Pinyin Tiānmǎ Wàngyuǎnjìng Yánjiū Tuánzǔ). Seit Januar 2016 betreibt seine Gruppe dort, zunächst bis Dezember 2020, Forschungen zur Sternentstehung und zum Interstellaren Medium.
Dabei entdeckten sie im Sommer 2017 in der Molekülwolke Sagittarius B2 eine große Menge von Glykolaldehyd und Ethylenglycol.
Natürlich diente ein mehr als 200 Millionen Yuan teures Radioteleskop (von der Kaufkraft her etwa 200 Millionen Euro) nicht nur der Grundlagenforschung. Die Tiefraumsonden der Nationalen Raumfahrtbehörde benötigen eine Reihe von komplizierten Bahnkorrekturmanövern, um ihr Ziel zu erreichen. Hierfür ist eine präzise Bestimmung der jeweiligen Position der Sonden unerlässlich, wofür neben den 7 Bodenstationen und 5 Bahnverfolgungsschiffen des vom Satellitenkontrollzentrum Xi’an betriebenen Raumfahrtkontrollnetzwerks (中国航天测控网, Pinyin Zhōnggúo Hángtiān Cèkòngwǎng) auch das zivile VLBI-Netzwerk der Akademie der Wissenschaften herangezogen wird. Ab der Chang’e-3 Mission 2013 wirkte Tianma an dem gemeinsamen VLBI-Bahnmessystem (VLBI测轨系统, Pinyin VLBI Cèguǐ Xìtǒng) mit, und bereits beim Bau des Teleskops war geplant, es auch beim Marsprogramm der Volksrepublik China einzusetzen.
Am 1. Januar 2018 wurde Shen Zhiqiang als Nachfolger von Hong Xiaoyu Direktor des Astronomischen Observatoriums Shanghai. Neben seinen eigenen Forschungen und der Verwaltungsarbeit hat er hierbei immer noch Doktoranden zu betreuen, in seinem Fall Studenten der Astrophysik mit Projekten auf dem Gebiet der Radioastronomie.
Letztere Aufgabe erfüllte er immer auf vorbildliche Weise; am 17. Juli 2006 wurde ihm von der Graduiertenschule der Chinesischen Akademie der Wissenschaften (中国科学院研究生院, Pinyin Zhōngguó Kēxuéyuàn Yánjiūshēngyuàn, seit Juni 2012 „Universität der Chinesischen Akademie der Wissenschaften“) der Ehrentitel „Hervorragender Lehrer“ (优秀教师, Pinyin Yōuxiù Jiàoshī) verliehen.

## Kommunalpolitik
Außerdem engagiert sich Shen Zhiqiang für die KPCh in der Shanghaier Kommunalpolitik. In der Legislaturperiode 2006/2011 war er als Mitglied der Kommission Chongming der Politischen Konsultativkonferenz des chinesischen Volkes (中国人民政治协商会议上海市崇明县委员会)
Leiter der parlamentarischen Gruppe Öffentliche Wohlfahrt und Sozialversicherung, ethnische Minderheiten und Religionsgemeinschaften (社会福利和社会保障、少数民族、宗教界别小组).
Bei den Kommunalwahlen am 27. Dezember 2017 wurde er als einer von 43 Abgeordneten für den Stadtbezirk Changning in den Shanghaier Stadtrat (上海市人民代表大会) gewählt.
Auf der konstituierenden Sitzung des Stadtrats am 29. Januar 2018 wurde er dann in den Ausschuss für Erziehung, Wissenschaft, Kultur und Hygiene (教育科学文化卫生委员会) berufen.
In der folgenden Legislaturperiode zog Shen Zhiqiang am 20. Dezember 2022 für den Stadtbezirk Xuhui, wo sich der Hauptsitz des Astronomischen Observatoriums Shanghai befindet, in den Stadtrat ein.